# Анненков, Николай Епафродитович
Никола́й Епафроди́тович А́нненков (1805—1826) — русский поэт, баснописец.

## Биография
С десяти лет жил в Петербурге. Учился в губернской гимназии и у домашних учителей. Служил в Министерстве юстиции, затем в Кавалергардском полку. На 21-м году жизни (31 мая [12 июня] 1826) утонул в Неве в Петербургском районе Новая Деревня).

## Литературная деятельность
Занимался сочинительством для себя. Единственный сборник «Сочинения Николая Анненкова в стихах и прозе» издан посмертно друзьями и родственниками (Санкт-Петербург, 1827). В стихотворных диалогах и посланиях преобладают рассуждения о поэзии и поэтах, насмешки над засильем любовных тем и выспренностью любовных мотивов в элегии и балладе.
Автор басен, одноактной комедии в стихах «Василиса и Наталья», переложения отрывка из поэмы «Рокби» Вальтера Скотта (под заглавием «Баллада разбойника»).